# Rokhl Feygenberg
Rokhl Feygenberg (auch Feigenberg, Faygnberg, Pseudonym Rakhel Imri; geb. 1885 in Ljuban, Belarus; gest. 5. Juni 1972 in Tel Aviv) war eine jiddisch- und hebräischsprachige Schriftstellerin und Pädagogin. Sie war eine der wenigen Frauen, die sich sowohl als professionelle jiddische als auch hebräische Schriftstellerin etablieren konnten. Ihr Werk dokumentiert durch Augenzeugenberichte die ukrainischen Pogrome von 1919. Ihr Verdienst ist ihr Beitrag zur Integration der jiddischen Literatur in den entstehenden Korpus der hebräischen Nationalliteratur.

## Leben
1885 wurde Rokhl Feygenberg in Ljuban im belarussischen Distrikt Minsk geboren. Ihr Vater Ber Feygenberg war der Sohn des Rabbiners von Ljuban, eines Kabbalisten und Talmud-Lehrers, der bereits jung verstarb. Ihre Mutter, Sore Feygenberg geb. Epshteyn, war eine Nichte des hebräischen Schriftstellers und Zionisten Zalmen Epshteyn. Sore Feygenberg eröffnete einen Laden mit dem Erlös aus dem Verkauf der Bücherei des Vaters. Rokhl arbeitete im Laden der Familie, las dennoch zahlreiche Bücher auf Russisch, Hebräisch und Jiddisch. Sie schrieb im Alter von 13 Jahren ihren ersten Roman Yozef un roze (Josef und Rosa), den sie aber verwarf.
1900, im Alter von 15 Jahren, zog sie nach dem Tod ihrer Mutter nach Odessa, wo sie zunächst als Näherin arbeitete. 1905 veröffentlichte sie ihre erste Kurzgeschichte, Di kinder-yorn (Die Kindheit), inspiriert durch einen Besuch ihres Heimatorts, veröffentlicht im Magazin Dos naye lebn (Das Neue Leben) und unterstützt durch Shaul Ginsberg. Nach ihrem Lehramts-Studium in St. Petersburg, das sie mit einem Zertifikat abschloss, studierte sie Literaturgeschichte in Lausanne 1911–1912, konnte aus finanziellen Gründen das Studium jedoch nicht fortsetzen und ging als Lehrerin nach Volin in der Ukraine.
1911 veröffentlichte sie ihr erstes eigenständiges Buch, die Novelle A mame (Eine Mutter), und eine Reihe von Kurzgeschichten und Novellen, die in wichtigen jiddischen Zeitschriften erschienen, darunter Der Fraind (Freund), Haynt (Heute), Eyropeyishe literatur (Europäische Literatur). Ihr Roman Tekhter (Töchter) erschien 1913 im Warschauer Moment.
1914 heiratete sie den 25 Jahre älteren G. Shapiro (1860 – ca. 1919), einen Chemiker und Freund ihrer Mutter. Sie hatten ein Kind. Bis zum Tod ihres Ehemanns 1919 schrieb Feygenberg nicht mehr.
1919 wurde sie Überlebende der Novemberpogrome in der Ukraine, die ihr Haus zerstörten und sie zwangen, sich mit ihrem Sohn zu verstecken. Bald darauf arbeitete sie als Übersetzerin für das Projekt Universal bibliyotek. 1921 ging sie nach Kishinev und später nach Bukarest. Dort veröffentlichte sie Augenzeugenberichte der Pogrome, die sie in ihrer Zeit in der Ukraine gesammelt hatte, in international bekannten Zeitschriften wie dem New Yorker Der Tog, in Forverts und dem Warschauer Moment. Ihr 1925 veröffentlichtes Werk Bay di bregn fun Dniyester (An den Ufern des Dnjestr) reflektierte ihre Erfahrungen unter den Geflüchteten der russischen Revolution und mit Pogromen an der ukrainisch-bessarabischen Grenze.
1925–1926 lebte sie in Palästina, dann kurz in Warschau und schließlich in Paris, wo sie Teil des Teams wurde, das die Verteidigung für Shalom Schwarzbard, den Attentäter des ukrainischen Nationalisten Simon Petlyura, ausarbeitete. 1926 veröffentlichte sie A pinkes fun a toyter shtot (Chronik einer toten Stadt), eine literarische Chronik von Dubove (Ukraine) während der Pogrome. Das Buch war ein wichtiger Referenzpunkt im Schwarzbard-Prozess und wurde von Moïse Twersky ins Französische übersetzt.
1924 veröffentlichte Feygenberg drei Theaterstücke: Kursistkes (Studentinnen), Hefker-mentshn (Entwurzelte Menschen), Tsvey anzikhts-kortn (Zwei Postkarten). Nur eines davon, Hefker-mentshn, wurde unter dem Namen Tekhter aufgeführt, unter der Regie von Rudolph Zaslavski im Yidisher folks teater in Vilna.
1933 siedelte sie endgültig nach Palästina um, wo sie einen Verlag für die Übersetzung jiddischer Literatur gründete. Obwohl sie auch weiterhin auf Jiddisch schrieb, wurde Hebräisch zur Hauptsprache ihres künstlerischen Schaffens. Sie schrieb hauptsächlich unter dem Pseudonym Rakhel Imri.
Im Laufe ihres Lebens veröffentlichte sie mehr als 10 Bücher, darunter Übersetzungen, historische Dokumente sowie Dichtung. Ihr Interesse umspannte Philosophie, Literaturkritik und Frauenfragen.

## Werke
Auf Jiddisch:
- Di kinder-yorn, Warschau: 1909.
- A mame, Warschau: 1911.
- Tekhter, Reihe im Moment (Warschau), 1913.
- Hefker-mentshn, Reihe in der Zukunft, Nr. 6–9 (New York, 1924).
- Af fremde vegn, Warschau: 1925.
- Bay di bregn fun Dniester, Warschau: 1925
- A pinkes fun a toyter shtot: Khurbn Dubove, Warschau: 1926, französische Übersetzung: Paris 1926.
- A serie artiklen vegn der yidisher froy in lebn un in der yidisher literatur, Moment (Warschau), Ende 1927, davon einige hebräische Übersetzungen in Ha-Olam.
- Der yidisher shrayber tsu zayn leyener, Literarishe bleter, Nr. 357 (Warschau 1931): 179–180.
- Heyrat af tsvey yor, Warschau: 1932.
- Idish un idishe shrayber, Der idisher kemfer, New York 1936: 13–14.
- Di velt vil mir zoln zayn Yidn, Warschau: 1936.
- Ershter froyen-farerer in der idisher literatur, Tog (New York), 1945.

Auf Hebräisch:
- Sone ha-Nashim: Idiliah Kafrit, Ha-Olam (1929).
- Be-Mevukhat ha-Yamim: Kovez Ma’amarim Shelo Nitan Lahem Makom be-Itonut ha-Yehudit Lo ba-Arez ve-Lo ba-Golah, Tel Aviv: 1938.
- Neshei ha-Hayal Shel ha-Dor ha-Yashan: Shetei Ma’asiyot: “Ulai Rozeh Atah be-Tapu’ah,” “‘Kol Nidrei’ be-Mashkantah”, Sippurim la-Kol 1 (1938).
- Ha-Genevah: Min he-Avar ha-Karov, Sippurim la-Kol 2 (1938 oder 1939).
- Adam Ragil, Sippurim la-Kol 3 (1938 oder 1939).
- Ha-Shomer: Mi-Yemei ha-Za’am be-Medinat Ukrainah, Sippurim la-Kol 4 (1938 oder 1939).
- Bonei ha-Moledet: Kavim u-Derakhim le-Havra’at ha-Ziyyonut ve-ha-Yishuv, Jerusalem: 1941.
- Parashat Shalom Ash le-Or ha-Mizi’ut, Jerusalem: 1944.
- Frumele: Mipi Bahur Ba’al be-Amav, Sippurim la-Kol 9 (1945)
- Ba’ayat ha-Ishah be-Sifrut ha-Amim, Israel: 1945/1946.
- Y.Y. Zinger ve-Yezirato.
- Mi-Bein Gidrei ha-Tayil: Zror Mikhtavim Al Pig’ei ha-Zeman, Israel: 1947/1948.
- Susato Shel Mendele ve-Shot ha-Yidisha’im, Tel Aviv: 1950.
- Ha-Ba’ayah ha-Le’umit be-Vrit ha-Mo’azot, Israel: 1952/1953.
- Ha-Shelav ha-Aharon, Tel Aviv: 1953.
- Ayyarati She’einenah Od / Ha-Lyubanim le-Veit Imi. In Pinkas Slutsk u-Venotehah, New York and Tel Aviv: 1961.
- Yiddish ve-Sofrehah, Tel Aviv: 1967.
- Be-Shem Darei Matah, Ramat Gan: 1970.
- Megillot Yehudei Rusia, Tarsa-Tashkad, 5 Bd. Jerusalem: 1965.